# PL/pgSQL
PL/pgSQL (англ. Procedural Language/PostGres Structured Query Language) — процедурное расширение языка SQL, используемое в СУБД PostgreSQL. Этот язык предназначен для написания функций, триггеров и правил и обладает следующими особенностями:
- добавляет управляющие конструкции к стандарту SQL;
- допускает сложные вычисления;
- может использовать все объекты БД, определенные пользователем;
- прост в использовании.

## Преимущества использования
Стандартный SQL используется в PostgreSQL и других реляционных БД как основной язык для создания запросов. Он переносим и прост, как для изучения, так и для использования. Однако слабое его место — в том, что каждая конструкция языка выполняется сервером отдельно. Это значит, что клиентское приложение должно отправлять каждый запрос серверу, получить его результат, определенным образом согласно логике приложения обработать его, посылать следующий запрос и т. д. В случае, если клиент и сервер БД расположены на разных машинах, это может привести к нежелательному увеличению задержек и объема пересылаемых от клиента серверу и наоборот данных.
При использовании PL/pgSQL появляется возможность сгруппировать запросы и вычислительные блоки в единую конструкцию, которая будет размещаться и выполняться на сервере, а клиент будет отправлять запрос на её выполнение и получать результат, минуя все промежуточные пересылки данных назад—вперед, что в большинстве случаев позитивно сказывается на производительности. Также функциональность анонимных блоков позволяет писать запросы не на SQL, а на любом существующем процедурном языке сервера, в том числе pl/pgSQL, без создания хранимых функций на сервере СУБД.

## Поддерживаемые типы аргумента и возвращаемого значения
Функции, написанные на PL/pgSQL, могут принимать в качестве аргумента и возвращать как результат значения любого скалярного или составного типа, допустимые для сервера БД, включая определенные пользователем, строковые типы и записи.
Допускаются также аргументы и возвращаемые значения, относящиеся к псевдотипам anyelement, anyarray, anynonarray и anyenum. Благодаря этому появляется возможность определять полиморфные функции, принимаемый и возвращаемый которыми тип может изменяться от вызова к вызову. Функции на PL/pgSQL могут возвращать не одно значение, а целый набор значений, либо вообще не возвращать никакого значения (применяя тип void).

## Структура кода на PL/pgSQL
Любая программная конструкция (функция, триггер или правило), написанная на PL/pgSQL, имеет блочную компоновку и выглядит вот так:
```
[
 
<<
метка
>>
 
]

[
 
DECLARE

    
объявления
 
переменных
 
]

BEGIN

    
тело
 
программы

END
 
[
 
метка
 
];

/*  Многострочный

    комментарий */

--  Однострочный комментарий

```

Как и принято, квадратными скобками выделены фрагменты, которые опциональны и могут не присутствовать в конкретном варианте.
Каждое отдельное объявление и каждая конструкция внутри тела программы должна заканчиваться точкой с запятой. Блок, находящийся внутри другого блока, также должен иметь точку с запятой после завершающего END, однако самое «внешнее» END в точке с запятой не нуждается.
Любая конструкция внутри тела программы также может быть выделена в отдельный блок, с собственным разделом объявлений переменных.

## Синтаксис языка

### Формат объявления переменных
Любая переменная в PL/pgSQL должна быть объявлена перед использованием, неявное объявление не поддерживается; единственным исключением является цикл FOR — в нем переменная цикла по умолчанию объявляется как INTEGER. Возможно сразу же присваивать переменной значение либо объявлять её как константу:
```
имя
 
[
 
CONSTANT
 
]
 
тип
 
[
 
NOT
 
NULL
 
]
 
[
 
{
 
DEFAULT
 
|
 
:
=
 
}
 
значение
 
];

```

Ключевое слово DEFAULT применяется для задания значения по умолчанию, ключевое слово CONSTANT защищает переменную от дальнейшего изменения, определяя её как константу.

### Передача аргументов
По умолчанию переданные параметры обозначаются как $1, $2 и так далее. Однако, если желательно увеличить читабельность кода, то можно обозначить эти параметры с помощью псевдонимов. Возможны два способа.
Можно задавать имя параметра непосредственно в определении функции:
```
CREATE
 
FUNCTION
 
sales_tax
(
subtotal
 
real
)
 
RETURNS
 
real
 
AS
 
$$

BEGIN

    
RETURN
 
subtotal
 
*
 
0.06
;

END
;

$$
 
LANGUAGE
 
plpgsql
;

```

Иначе, можно объявить псевдоним для параметра непосредственно в разделе объявлений переменных:
```
CREATE
 
FUNCTION
 
sales_tax
(
real
)
 
RETURNS
 
real
 
AS
 
$$

DECLARE

    
subtotal
 
ALIAS
 
FOR
 
$1
;

BEGIN

    
RETURN
 
subtotal
 
*
 
0.06
;

END
;

$$
 
LANGUAGE
 
plpgsql
;

```